# Johanna ter Steege
Johanna ter Steege (Wierden, Overijssel, Hollandia, 1961. május 10. –) holland színésznő.

## Színészi pályafutása
Ter Steege 1979 és 1984 között a kampeni drámai és művészeti akadémián tanult. 1984-től 1988-ig az arnhemi színművészeti iskolába járt. Az akadémián néhány hallgatóval megalapította a Theo Boermans vezette De Trust színházat.
1988-ban a legjobb mellékszereplő kategóriában elnyerte az Európai Filmdíjat a Nyomtalanul című filmben nyújtott alakításáért. Legismertebb alakításai Robert Altman Vincent és Theo (1990), Szabó István Találkozás Vénusszal (1991) és Édes Emma, drága Böbe (1992), Bernard Rose Halhatatlan kedves (1994), Bruce Beresford Láger az édenkertben (1997). Török Ferenc Isztambul (2011)
1993-ban a 43. Berlini Nemzetközi Filmfesztivál zsűrijének tagja volt és elnyerte a Berlinale Camera különdíjat.
1994-ben,  miután Julia Roberts és Uma Thurman lemondta a szerepet, Stanley Kubrick őt választotta Louis Begley Hazudni az életért (Wartime Lies) című regényének filmfeldolgozásához.  Kubrick végül felhagyott a projekttel, miután Steven Spielberg óriási sikert aratott a Schindler listájával.
Ter Steege olyan hírességekkel játszott együtt, mint Glenn Close, Frances McDormand, Isabella Rossellini, Gary Oldman, Tim Roth és Klaus Maria Brandauer.

## Magánélete
Ter Steege 1995 óta él házasságban Jan Obbeekkel, lánya, Hanna Obbeek (1998. április 24. –) is színésznő, több filmben játszott már, egy filmben édesanyjával együtt, aki a filmben is édesanyját alakítja.

## Filmjei
| Év   | Eredeti filmcím                | Magyar filmcím             | Szerep            |
| ---- | ------------------------------ | -------------------------- | ----------------- |
| 1988 | Spoorloos                      | Nyomtalanul                | Saskia Wagter     |
| 1990 | Vincent & Theo                 | Vincent és Theo            | Jo Bonger         |
| 1991 | J’entends plus la guitare      | Nem szól már a gitár       | Marianne          |
| 1991 | Meeting Venus                  | Találkozás Vénusszal       | Monique Angelo    |
| 1992 | Édes Emma, drága Böbe          | Édes Emma, drága Böbe      | Emma              |
| 1993 | La naissance de l’amour        | A szerelem születése       | Ulrika            |
| 1994 | Immortal Beloved               | Halhatatlan kedves         | Johanna Reiss     |
| 1995 | Tot ziens / Au revoir          | –                          | Laura             |
| 1997 | Paradise Road                  | Láger az édenkertben       | Wilhelmina nővér  |
| 1999 | Rembrandt                      | Rembrandt                  | Saskia Uylenburgh |
| 2000 | Mariken                        | Félig ördög, félig angyal  | Gravin            |
| 2002 | Das Jahr der ersten Küsse      | Az első csók éve           | Tristan anyja     |
| 2003 | Verder dan de maan             | A nyugalom tengere         | Ita Werner        |
| 2005 | Guernsey                       | –                          | Bobby             |
| 2008 | Last Conversation              | –                          | Anna              |
| 2009 | L’insurgée                     | –                          | Madeleine         |
| 2010 | Tirza                          | –                          | Alma              |
| 2011 | Isztambul                      | Isztambul                  | Munk Katalin      |
| 2012 | Achtste-groepers huilen niet   | A nyolcadikosok nem sírnak | Moeder Akkie      |
| 2018 | Was uns nicht umbringt         | –                          | Sophie            |
| 2018 | Tegnap                         | Tegnap                     | Klára             |
| 2020 | De beentjes van Sint-Hildegard | –                          | Gedda             |
| 2023 | Onder de blote hemel           | –                          | Nora              |